# Radava
Radava byla obec, která zanikla po stavbě Orlické přehrady. Stála na pravém břehu Vltavy, přibližně pět kilometrů po proudu řeky od zámku Orlík. Pravý břeh byl regulován, mj. pro přivazování vorů. Na protějším břehu Vltavy bývala vesnice Velký Vír. Obě vesnice dnes připomínají jen názvy kempů na březích vodní nádrže Orlík.

## Název obce
Název obce Radava podle Antonína Profouse pochází od jména jednoho z usedlíků. Historický lexikon obcí České republiky 1869-2005 uvádí, že v letech 1869 se obec nazývala Radova Ves. Byla součástí obce Chrast, později Chrást v okrese Milevsko. Dnes je Chrást součástí obce Zahořany v okrese Písek. Chrást měl společně s Radavou v roce 1953 193 obyvatel žijících v 66 domech. Po zániku Radavy v roce 1961 zde žilo 126 obyvatel, počet domů není uveden. Až v roce 1970, bylo uvedeno, že Chrást má 33 domů.

## Popis obce
Nedaleko pod Orlíkem byl osobní a nákladní přívoz, který jako poslední provozoval převozník Hrudka se svými třemi syny. Jeho bílá chalupa stála na levém břehu řeky. Na pravém břehu řeky, na místě, kterému se pomístně říkalo Kouby, stávala hájovna Vilemína s posledním hajným Volfem. Před hájovnou na louce bylo rozlehlé a oblíbené vodácké tábořiště. 
V Radavě provozovali přívoz manželé Kyclovi, častěji přívoz obsluhovala paní Antonie. Největší statek v obci vlastnili manželé Rozhoňovi, kromě toho v obci byly domy a domky vorařů, kameníků a lesních dělníků. V obci byla také zvonička z roku 1899.
Necelý kilometr za Radavou stával Radavský mlýn, který jeho majitel pražský továrník Machoň dal ve 30. letech 20. století přebudovat na penzion, kterému se říkalo Mlýnec nebo Mlejnec. Posledním nájemcem byl pan Hejný.
Obec nebyla elektrifikována, počítalo se již se stavbou přehrady a jejím zatopením. Nebylo zde ani žádné autobusové spojení. K autobusu se muselo dojít proti proudu řeky k Orlíku, odtud přívozem přejet na druhý břeh řeky a pak stoupat pěšky do obce Staré Sedlo, druhou možností bylo jít z Radavy po pravém břehu asi 6 km do Klučenic.